# شیرلی ریلی
شیرلی ریلی (به انگلیسی: Shirley Reilly) (زادهٔ ۲۹ مهٔ ۱۹۸۵) شناگر اهل ایالات متحده آمریکا است.